# Козьминское сельское поселение (Орловская область)
Козьми́нское се́льское поселе́ние — муниципальное образование в Ливенском районе Орловской области России.
Создано в 2004 году в границах одноимённого сельсовета. Административный центр — село Козьминка.

## География
Расположено на северо-востоке от города Ливны.
Высота местности над уровнем моря колеблется от 210 м до 153 м. Протяжённость с юга на север составляет 15 км, с востока на запад 20,4 км. Общая площадь составляет 12 743 га.
На севере Козьминское поселение граничит с Островским. На востоке с Липецкой областью. На юге с Галическим. На западе с Лютовским сельским поселением и примыкает к городской черте Ливен.
Водные ресурсы состоят из небольших ручьев и прудов — Хмелевского, Севухинского, Липовецкого.

## Население
| 2010  | 2012  | 2013  | 2014  | 2015  | 2016  | 2017  |
| ----- | ----- | ----- | ----- | ----- | ----- | ----- |
| 2497  | ↘2454 | ↘2401 | ↘2362 | ↘2301 | ↘2264 | ↘2250 |
| 2018  | 2019  | 2020  | 2021  | 2023  |       |       |
| ↗2276 | ↘2216 | ↘2159 | ↘1997 | ↘1939 |       |       |

## Населённые пункты
В состав сельского поселения (сельсовета) входят 10 населённых пунктов:
| №  | Населённый пункт     | Тип     | Население (чел.) |
| -- | -------------------- | ------- | ---------------- |
| 1  | Берёзово-Воротынский | посёлок | 1                |
| 2  | Грязцы               | село    | ↘253             |
| 3  | Жилёво               | деревня | 59               |
| 4  | Каменево             | деревня | ↘98              |
| 5  | Козьминка            | село    | ↘615             |
| 6  | Комсомольский        | посёлок | 57               |
| 7  | Липовец              | деревня | ↘524             |
| 8  | Совхозный            | посёлок | ↘829             |
| 9  | Тихий Уголок         | посёлок | 0                |
| 10 | Хмелевая             | деревня | 59               |

## История, культура и достопримечательности
На территории сельского поселения имеются многочисленные братские захоронения Второй мировой войны:216.

## Экономика
Имеется два крупных хозяйствующих субъекта. Один из них — ФГУП ПЗ «Георгиевское», располагающийся в западной части поселения. Второй — ЗАО «Козьминское», работающий в восточной части:215.

## Инфраструктура

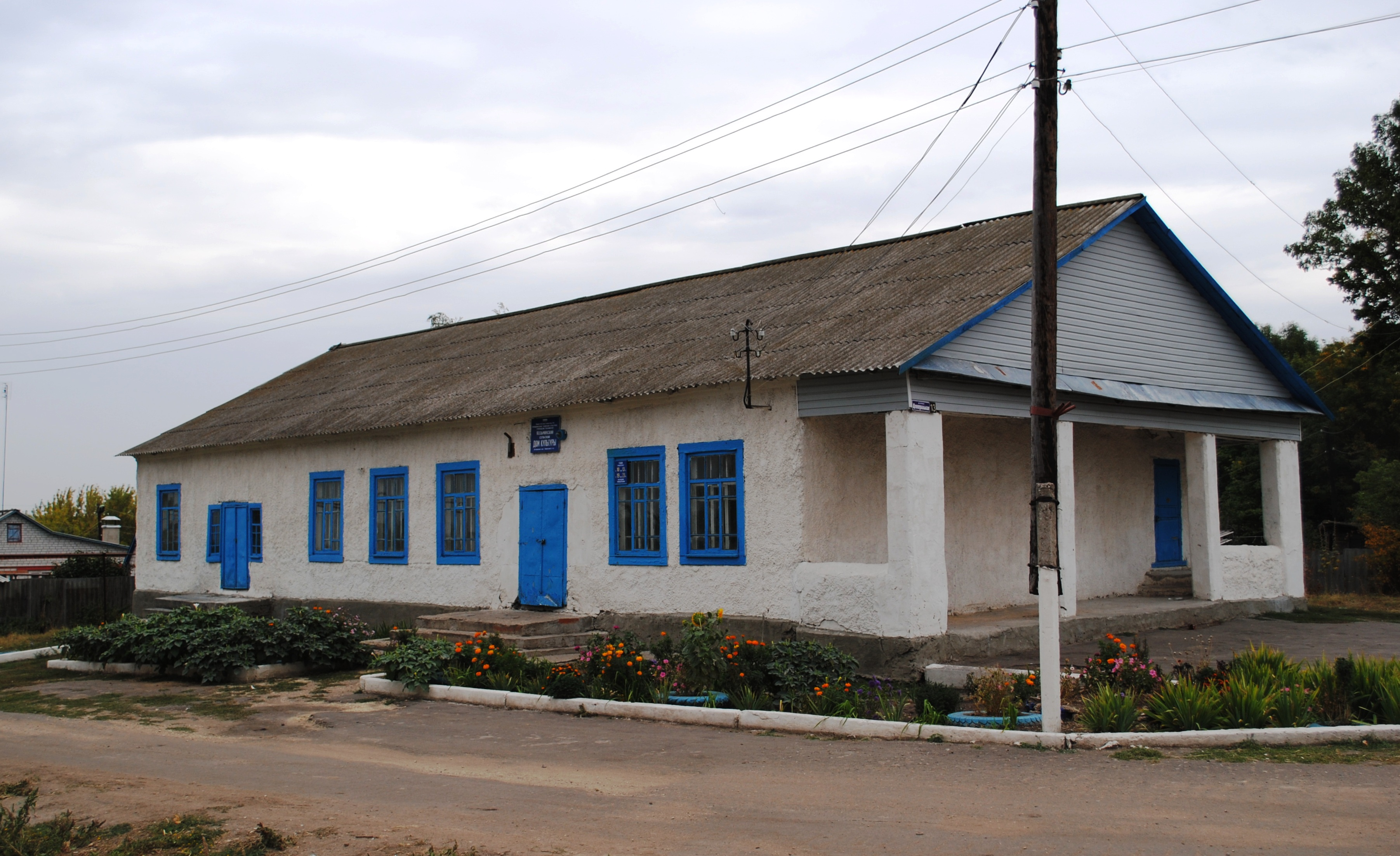
Дом Культуры села Козьминка

На территории сельского поселения находится две средних школы и одна основная, три сельских Дома культуры.

## Транспорт и связь
Населённые пункты поселения связаны между собой и районным центром шоссейными дорогами. В качестве общественного транспорта действует автобусное сообщение с Ливнами и маршрутное такси.
В Козьминском сельском поселении работают 4 сотовых оператора Орловской области:
- МТС.
- Билайн, компания Вымпел-Регион.
- Мегафон, компания ЗАО Соник дуо.
- TELE2.

## Администрация

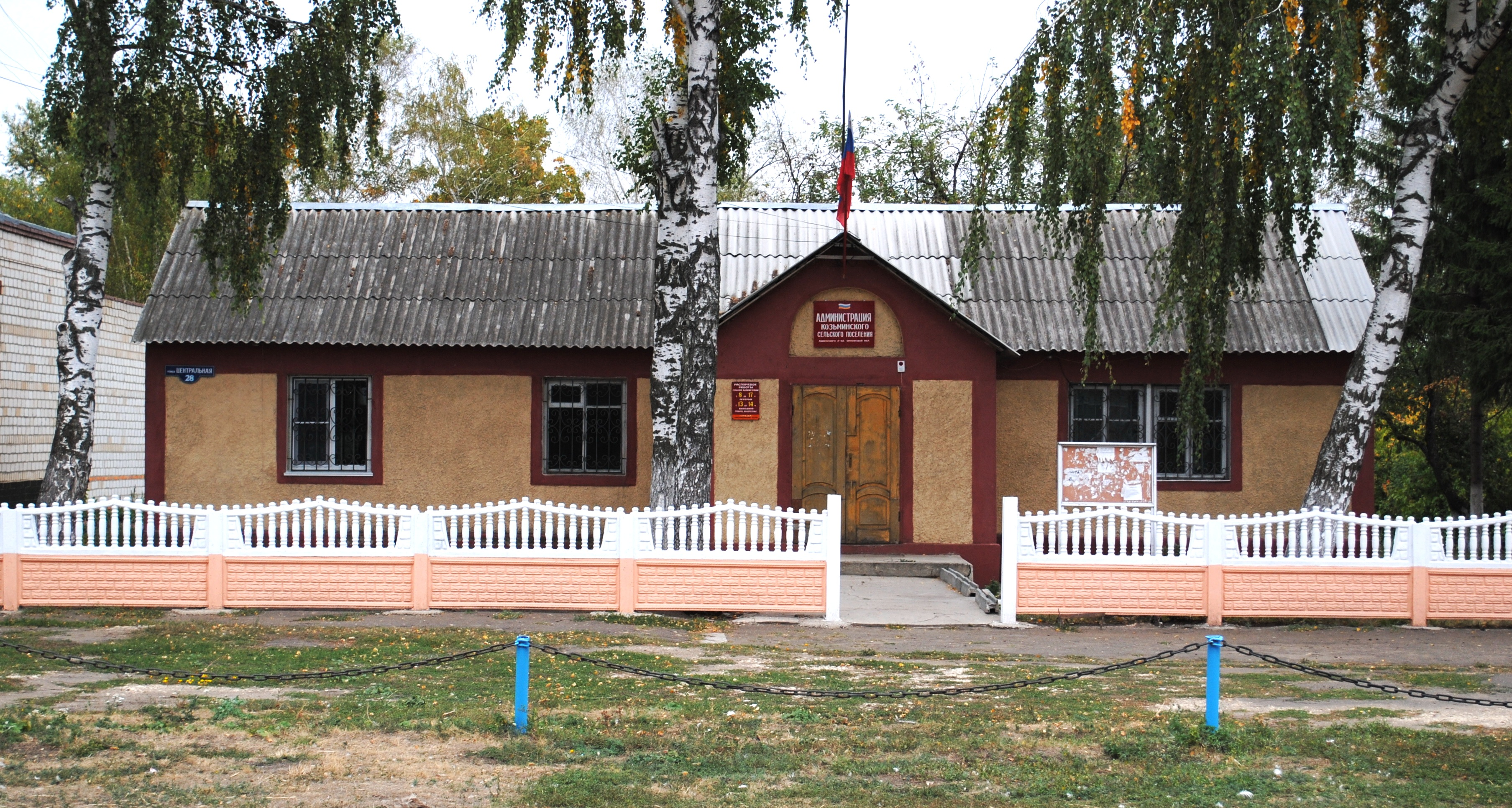
Администрация сельского поселения

Администрация сельского поселения находится в селе Козьминка, ул. Центральная, д. 28. Её главой является — Хорев Александр Алексеевич.